# هزار جريب (والانجرد)
هزار جریب (بالفارسية: هزارجریب) هي مستوطنة تقع في إيران في قسم والانجرد الريفي. يقدر عدد سكانها بـ 261 نسمة .